# Association des Églises baptistes au Rwanda
L’Association des Églises baptistes au Rwanda  (anglais : Association of Baptist Churches in Rwanda) est une association chrétienne évangélique d'églises baptistes au Rwanda. Elle est affiliée à l’Alliance baptiste mondiale. Son siège est situé à Kigali.

## Histoire
L’association a ses origines dans une mission de la Communauté baptiste du Congo en 1964 à Gisenyi . Elle est fondée en 1967 . Selon un recensement de l’association, en 2023 elle disait avoir 276 églises et 58,960 membres.

## Écoles
L’association compte 42 écoles primaires, 20 secondaires affiliées .
Elle compte 2 instituts de théologie .

## Services de santé
L’association compte 3 centres de santé .